# Allacta ornata
Allacta ornata är en kackerlacksart som beskrevs av Bei-Bienko 1969. Allacta ornata ingår i släktet Allacta och familjen småkackerlackor. Inga underarter finns listade i Catalogue of Life.